# Famille von Hoym
 (août 2024).
La famille von Hoym est une ancienne famille noble originaire de l'ancienne noblesse d'Anhalt. Plus tard, la famille acquis des biens et une certaine renommée principalement en Saxe, mais aussi en Brunswick, en Poméranie, en Silésie et en Prusse. Une affinité tribale existe avec une lignée de nobles, connue sous le nom d'Hoym-Söllingen, anoblie à la fin du XVIIIe siècle.

## Histoire

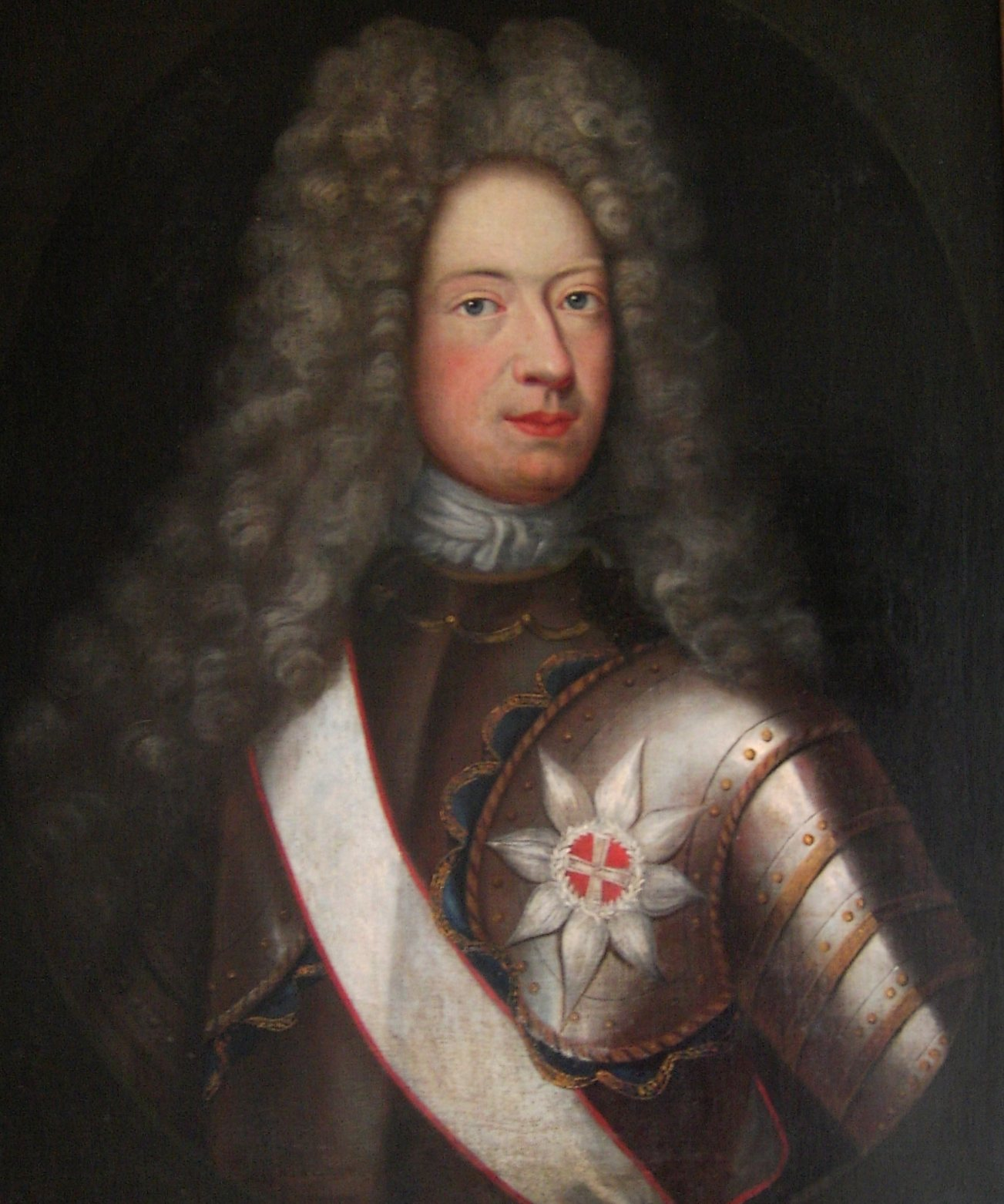
Adolf Magnus von Hoym (1668-1723)

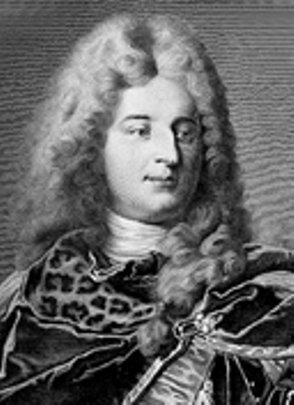
Carl Heinrich von Hoym(1694-1736)

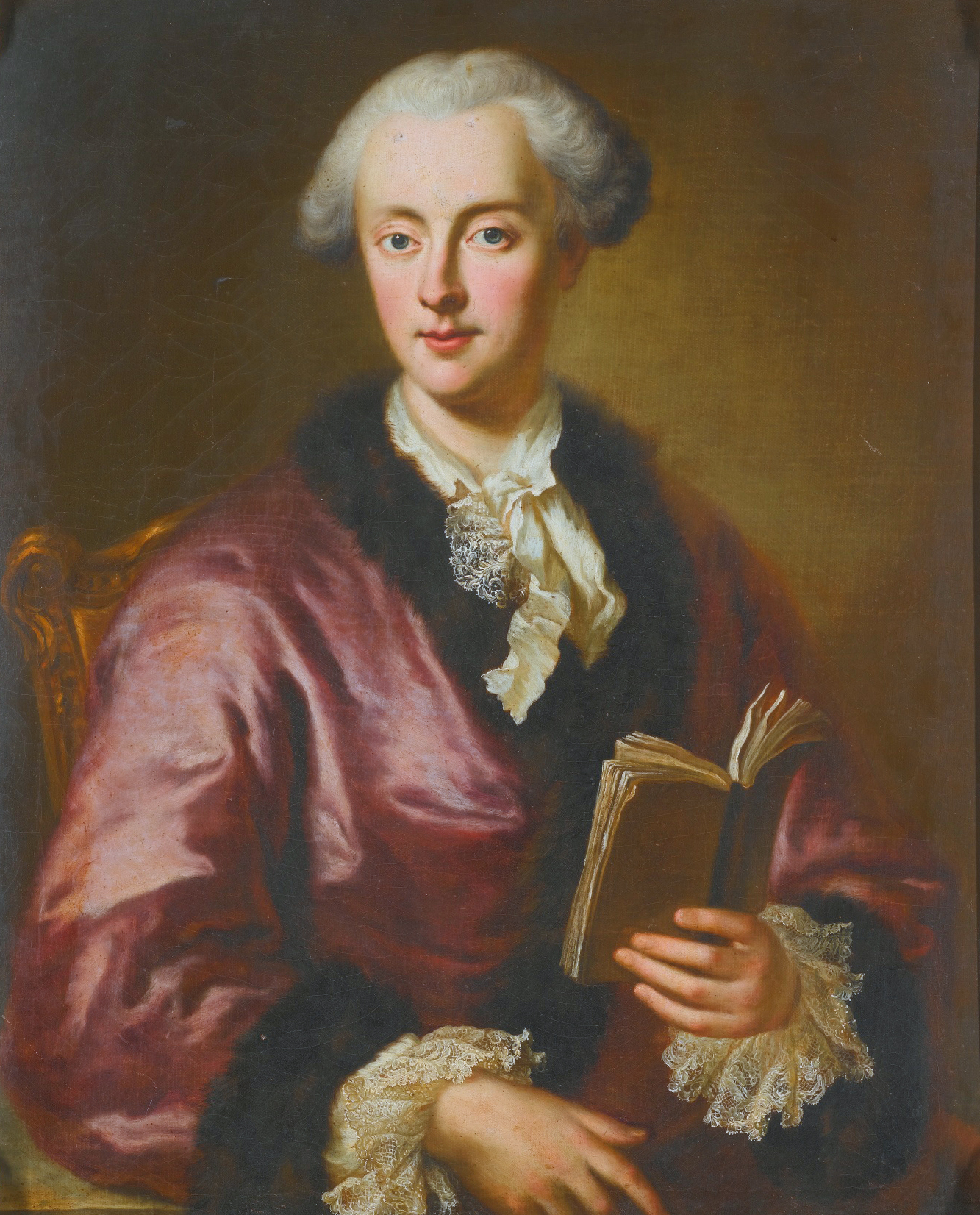
Gotthelf Adolf von Hoym (1731-1783)

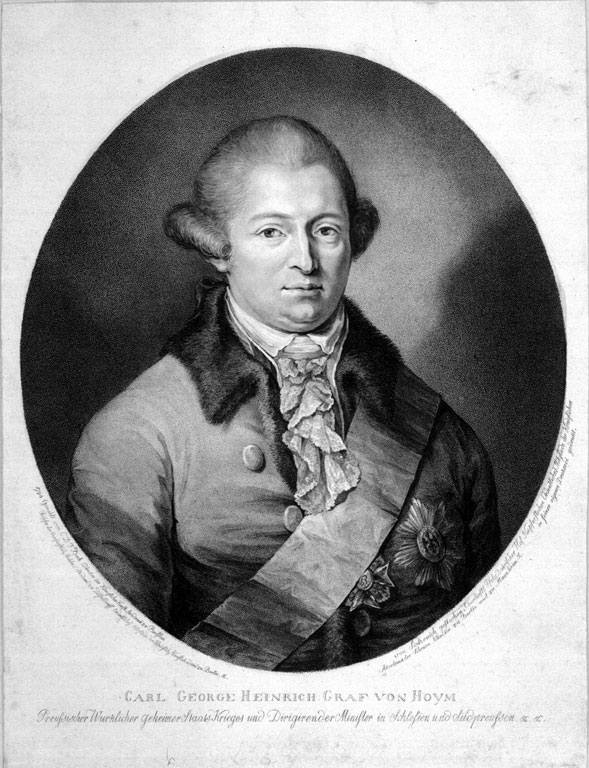
Karl Georg von Hoym (1739-1807)

### Origine
Dans la littérature ancienne, le troisième évêque d'Halberstadt Haymon, en fonction de 840 à 853, est cité comme un membre de la famille. Un de ses parents aurait plus tard construit le château de Hoym et serait l'ancêtre de la famille.
La famille est mentionnée pour la première fois dans un document officiel le 10 novembre 1195 avec Cuno de Hoym. Hoym, la maison ancestrale éponyme de la famille, est aujourd'hui un quartier de la commune de Seeland dans l'arrondissement du Salzland en Saxe-Anhalt. Le village apparaît pour la première fois en juillet 961 et reçoit les droits de la ville en 1540/1541.

### Expansion et personnalités
La fonction de chambellan héréditaire de la principauté épiscopale de Halberstadt est transférée très tôt à la famille. Les membres de la famille sont considérablement riches dans le comté d'Anhalt et dans la principauté de Halberstadt. Frédéric II d'Hoym (de) (mort en 1382) est évêque de Mersebourg à partir de 1357 et archevêque de Magdebourg pendant quelques mois à partir de 1382. Jean d'Hoym (de) devient évêque de Halberstadt en 1419, fonction qu'il exerce jusqu'à sa mort en 1437. Gérard d'Hoym (de) est également élu évêque de Halberstadt en 1458. Il démissionne en 1479 et meurt en 1484.
En 1454 la famille est inféodée au château d'Esbeck (de) près de Schöningen. Vers 1550, Heinrich von Hoym et Ermsleben est gouverneur de la principauté de Halberstadt. Son fils Christoph von Hoym und Ermsleben (1534-1604) devient président de la principauté d'Anhalt en 1590. Christoph est le fondateur de la nouvelle lignée saxonne de la famille. En 1578, il acquiert la seigneurie de Droyßig près de Zeitz. En 1598, il obtient la prétention au château de Burgscheidungen (de), mais ce ne sont que ses fils Siegfried, August et Christian Julius von Hoym qui sont inféodés au château en 1629. Son petit-filsLudwig Gebhard von Hoym (de) (né en 1631) est conseiller privé de l'électorat de Saxe, président de la Chambre et capitaine en chef en Thuringe . Ses quatre fils Adolph Magnus, Carl Siegfried, Ludwig Gerhard et Karl Heinrich reçoivent le titre de comte impérial en 1711 (voir les enquêtes de statut). Adolf Magnus d'Hoym (1668–1723) se marie avec Anne-Constance de Brockdorff en 1703, qui devient plus tard la comtesse de Cosel, la maîtresse de l'électeur saxon et du roi polonais Auguste le Fort. Le divorce est déjà prononcé en 1705, Adolph Magnus meurt en 1723 sans descendance. Son frère Carl Siegfried (mort en 1738), seigneur de Guteborn, devient conseiller privé du roi polonais et saxon. Il fonde la branche de Guteborn en Haute-Lusace, mais elle s'éteint le 12 juillet 1775 par la mort de son petit-fils Adolph Magnus Gotthelf comte von Hoym (né en 1748), fils du chambellan électoral saxon Carl Gotthelf comte von Hoym et de son épouse Charlotte Sophie comtesse von Beichlingen (de). Julius Gebhard comte von Hoym, neveu d'Adolph Magnus, acquit le château d'Oppurg (de) en Thuringe en 1745 et le fait remodeler, tout comme le palais Hoym (de) à Dresde en 1752.
Ludwig Gebhard von Hoym (de) (1678-1738), conseiller privé royal polonais et de l'électorat de Saxe et capitaine de Thuringe, seigneur de Droyßig, Nebra et Gleina, est le fondateur de la branche de Droyßig. De son mariage avec la comtesse Rahel Luise von Werthern (morte en 1764) naissent deux fils, les comtes Gotthelf Adolph et Julius Gebhard. Gotthelf Adolphe de Hoym (1731-1783), seigneur de Gleina et Thallwitz, devient conseiller privé de Saxe et ministre plénipotentiaire à la cour impériale. Il hérite de Droyßig et de Guteborn, mais meurt le 22 avril 1783 en tant que dernier de la branche de Droyßig et de toute la lignée saxonne.

Otto von Hoym, qui s'est installé en Poméranie en 1619 est issu de la deuxième lignée principale de Brunswick. Il est le fondateur de la branche poméranienne, puis silésienne. À cette branche appartient Karl Georg von Hoym (1739-1807) de la branche de Poblotz en Poméranie, seigneur de la seigneurie de Dyhernfurth en Basse-Silésie. Il est ministre directeur royal prussien en Silésie et reçoit le statut de comte prussien en 1786. Karl Georg Heinrich fait construire un lieu de sépulture pour lui et sa famille sur son domaine de Dyhernfurth (mausolée de la famille von Hoym (de)). Comme il ne laisse que des filles, la lignée masculine de cette lignée comtale n'a pas pu être perpétuée. Hartwig Ludwig Anton von Hoym (de) (1750-1811), qui est élevée au rang de comte prussien en 1809, appartient également à la lignée de Brunswick. Il devient conseiller privé royal prussien en chef des finances et se marie avec Caroline Sophie von Tauentzien (de) (mort en 1842). Le couple a deux fils, les comtes Wilhelm et Ludwig. Karl Wilhelm Boguslaus Otto von Hoym (1790-1849), colonel royal prussien et premier adjudant du prince Charles de Prusse, se marie avec Henriette Friederike Philippine von Tauentzien (1800-1878) de la branche de Balckow in der Neumark en 1828 . Ils ont deux fils en plus de trois filles. Le frère de Wilhelm, Anton Ludwig Heinrich Otto von Hoym (1794-1865) devient lieutenant-colonel royal prussien. Il se marie avec Auguste von Münchow (1797-1854) en 1833 et laisse derrière lui quatre filles et trois fils.

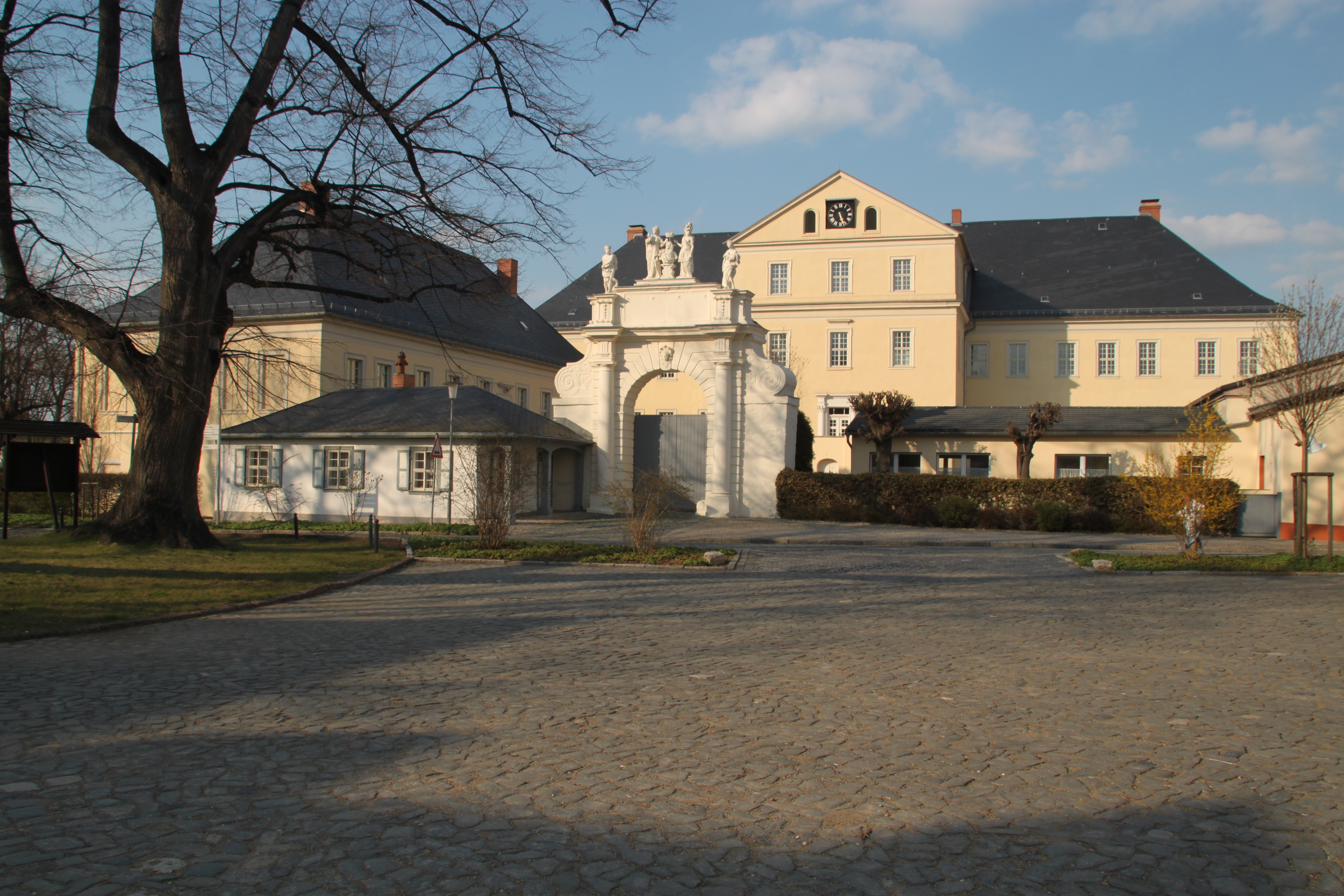
Château de Hoym, Saxe-Anhalt
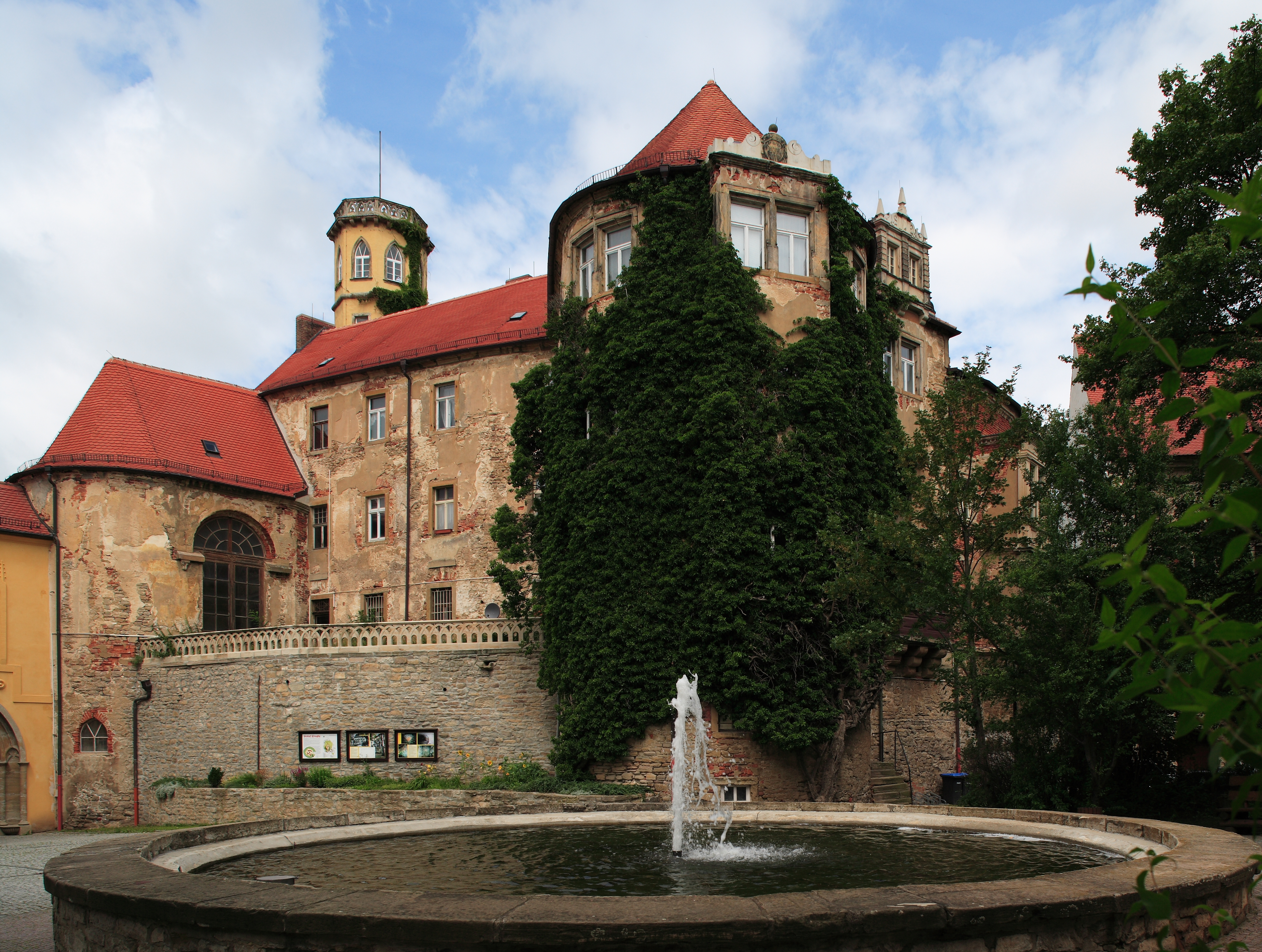
Château de Droyßig (de), Saxe-Anhalt
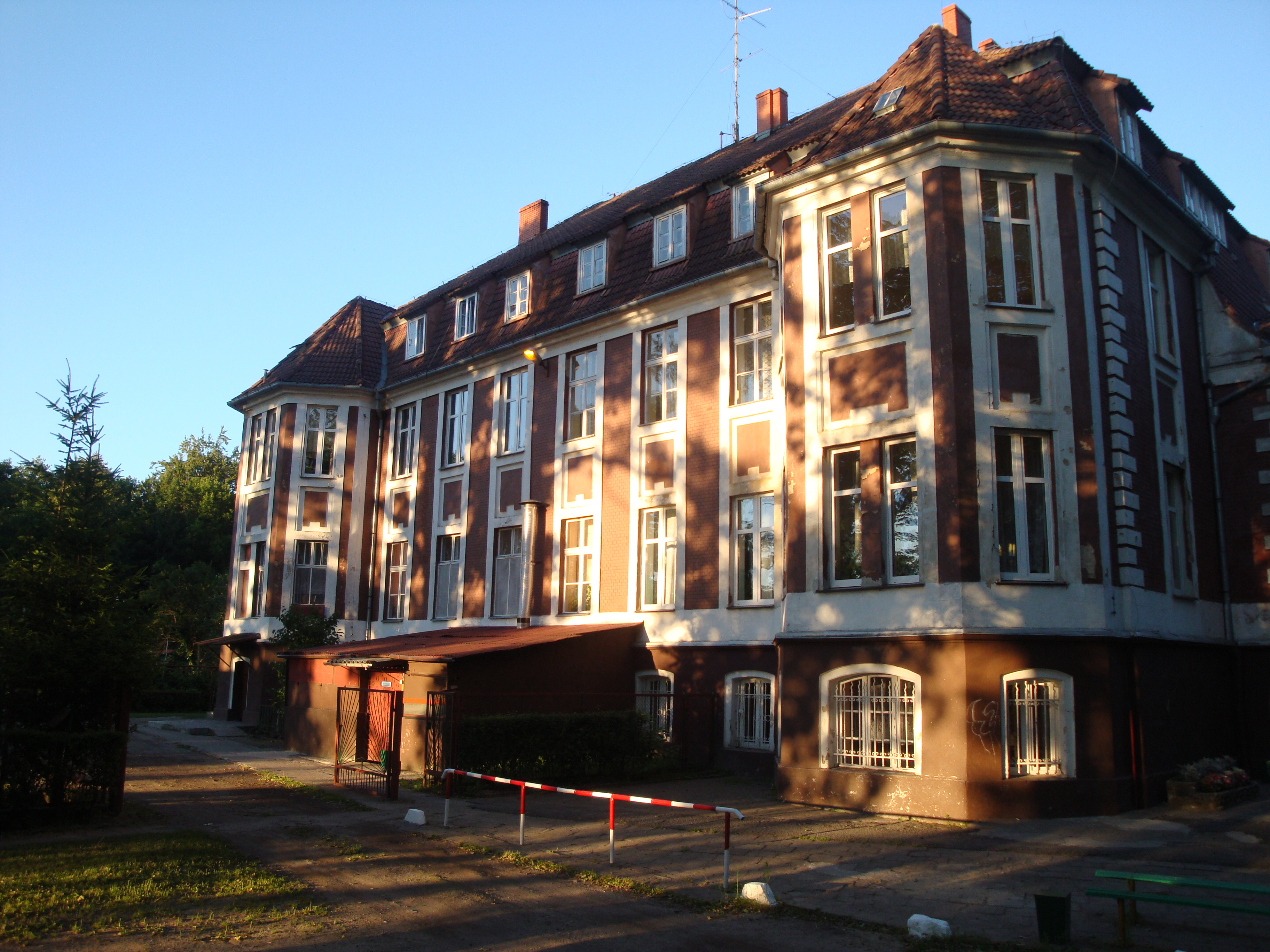
Poblotz, Poméranie orientale
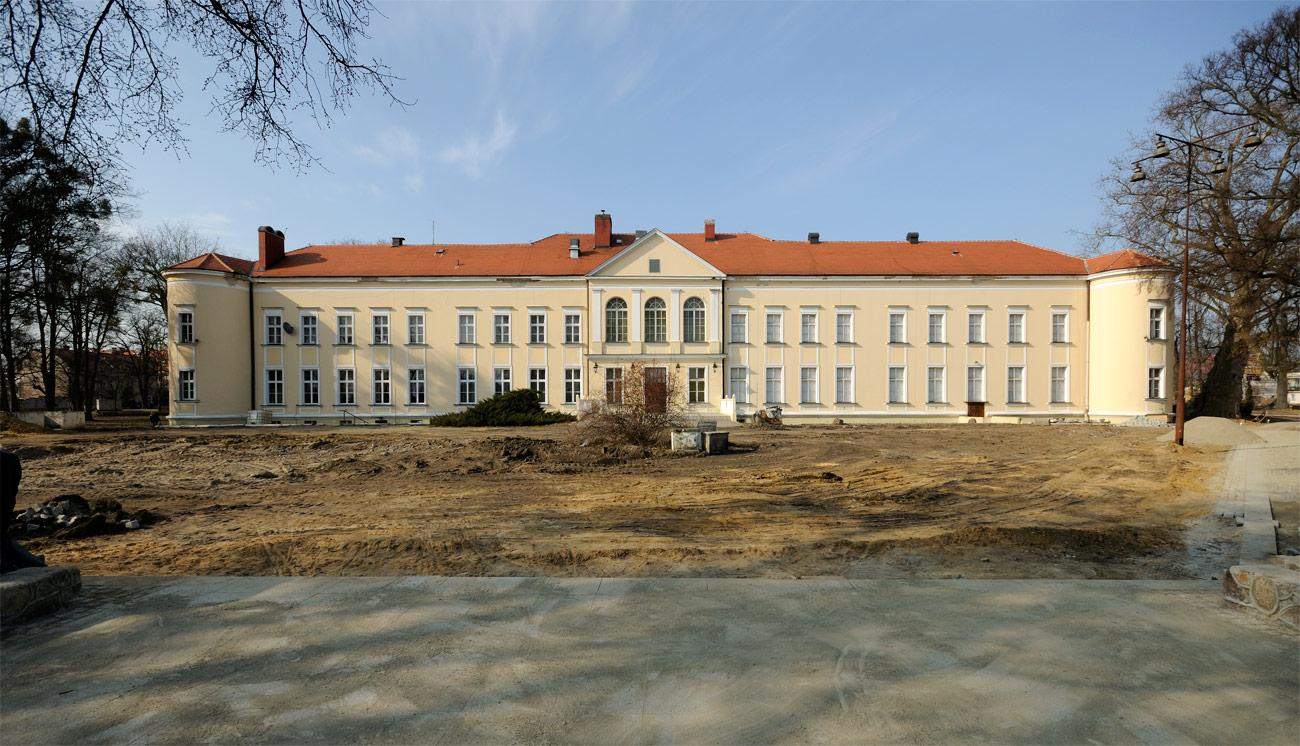
Château de Dyhernfurth (de), Basse Silésie
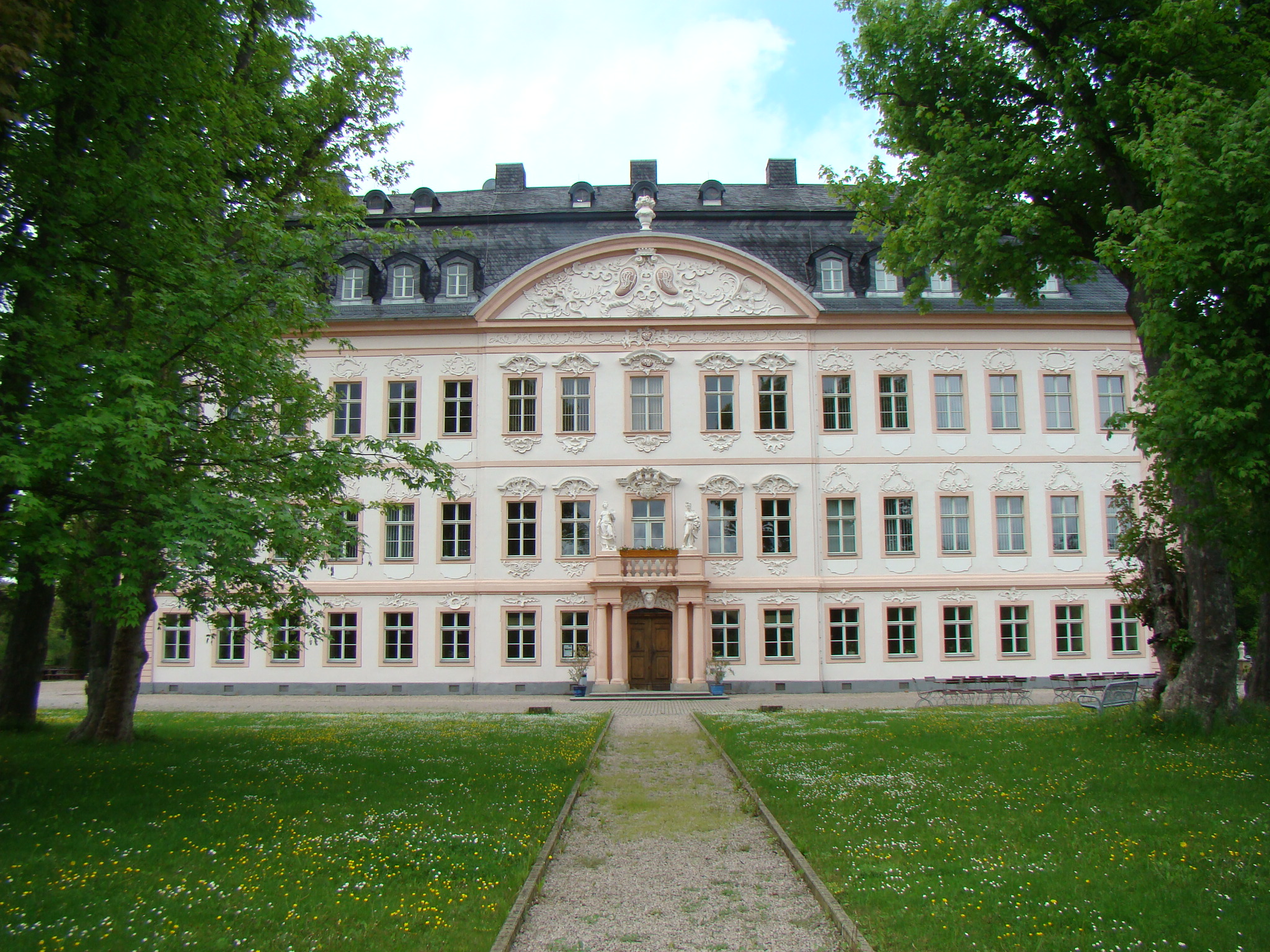
Château d'Oppurg (de), Thuringe
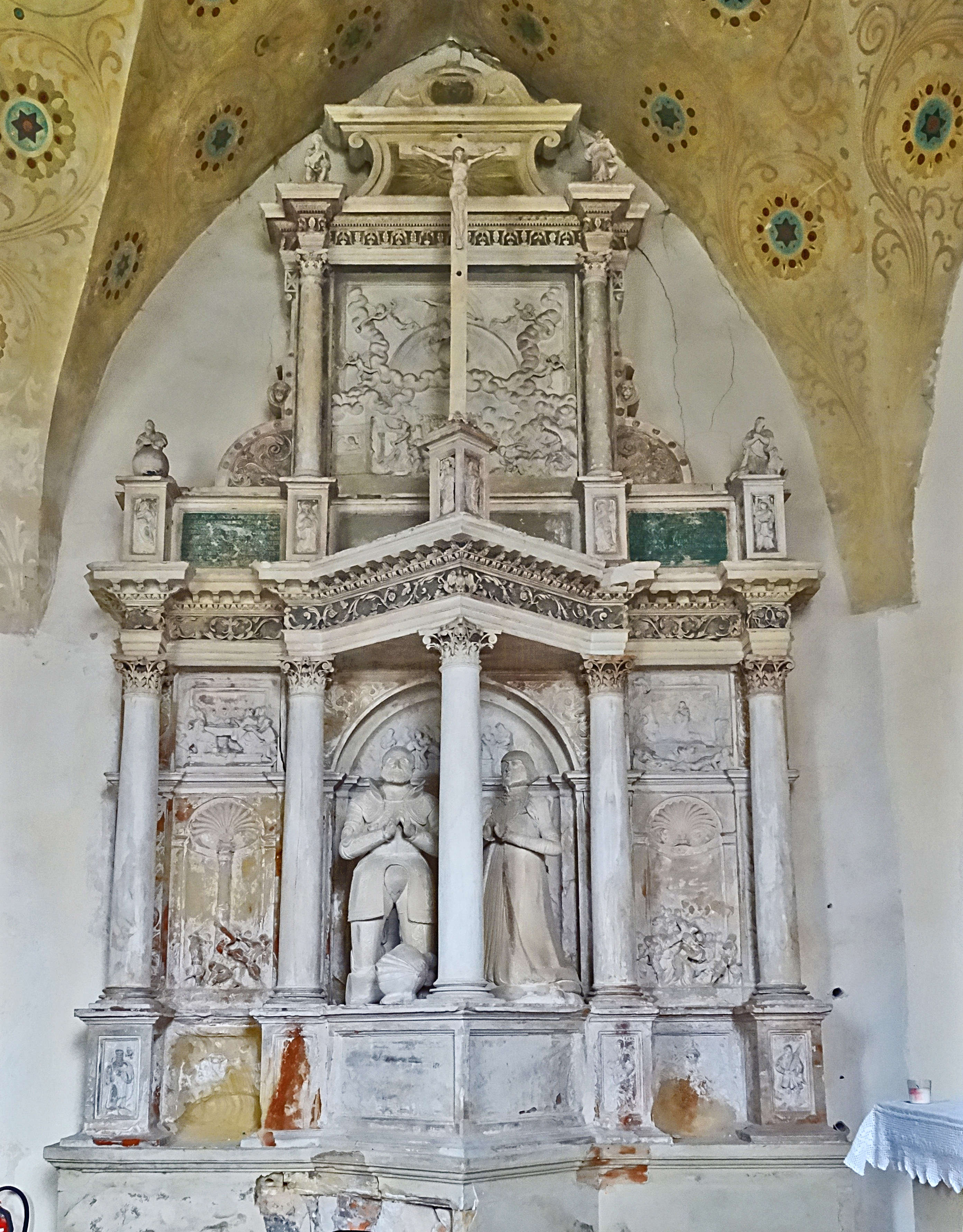
Épitaphe pour Heinrich et Katharina von Hoym (1571) à l'église Saint-Sixte d'Ermsleben
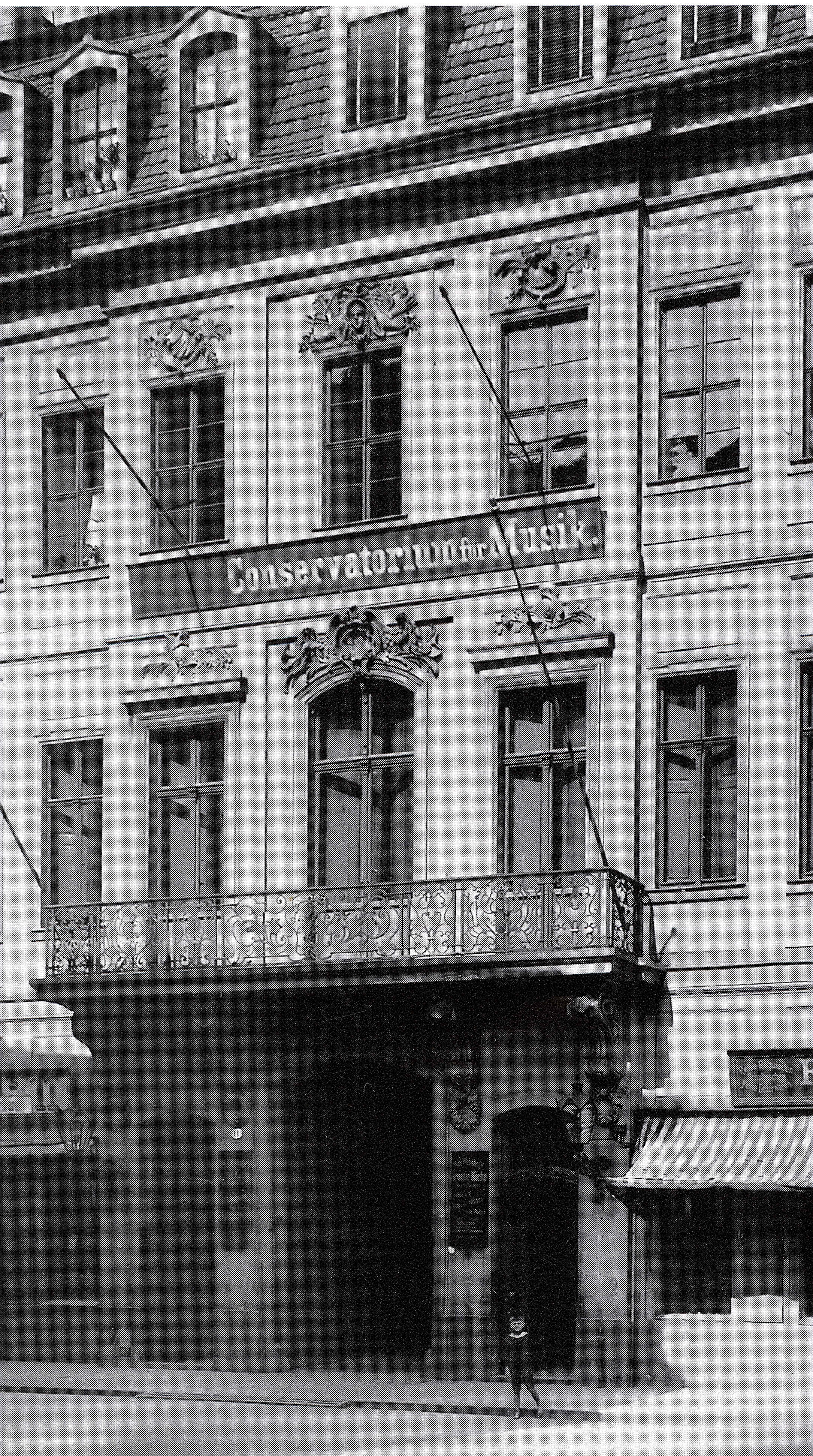
Palais Hoym (de), Dresde

### Élévations
De la branche de Droyßig, Ludwig Gebhard von Hoym auf Droyßig, chambellan héréditaire de la principauté de Halberstadt, obtient le 6 mars 1676 à Vienne le titre de baron d'Empire avec l'appellation bien-né et une augementation des armoiries. La reconnaissance par le prince-électeur de Saxe de son statut de baron en tant que conseiller privé et directeur de chambre du prince-électeur de Saxe a lieu le 18 octobre 1684.
Ses fils Adolph Magnus, ministre royal polonais et électeur de Saxe, conseiller privé, inspecteur général de l'octroi et directeur général des impôts, Carl Siegfried, chambellan royal polonais et électeur de Saxe et conseiller de la cour d'appel de la cour, Ludwig Gerhard, chambellan électeur de Saxe et capitaine de l'arrondissement de Thuringe, et Karl Heinrich von Hoym sont élevés au rang de comte impérial le 18 juillet 1711 à Dresde par l'électeur Frédéric-Auguste II de Saxe, en tant que vicaire impérial élevé au rang de comte impérial. Tous les quatre reçoivent également l'incardination silésienne le 16 mars 1715 à Vienne.
Issu de la branche de Poblotz, Carl Georg Heinrich von Hoym, ministre d'État royal prussien, est élevé au rang de comte prussien le 15 octobre 1786 à Breslau.
Ludwig von Hoym, issu de la branche d'Esbeck, conseiller secret royal prussien en matière de finances et président de la chambre de guerre et des domaines du sud de la Prusse, reçoit le 28 avril 1809 à Königsberg le statut de comte prussien 

### Hoym-Söllingen
Ludwig August Hoym auf Söllingen, le fils naturel d'Eduard August Anton von Hoym (1713-1776), conseiller privé et maître chasseur du duc de Brunswick, et de Marie Luise Christine Wegener, reçoit le 22 juin 1792 la noblesse d'Empire sous le nom de von Hoym-Söllingen.
Les armoiries attribuées à cette occasion sont divisées en deux. En haut, d'argent et d'azur, divisé cinq fois, en bas, d'argent, un vol noir ouvert. Sur le casque aux lambrequins d'azur et d'argent, le vol 

## Armes

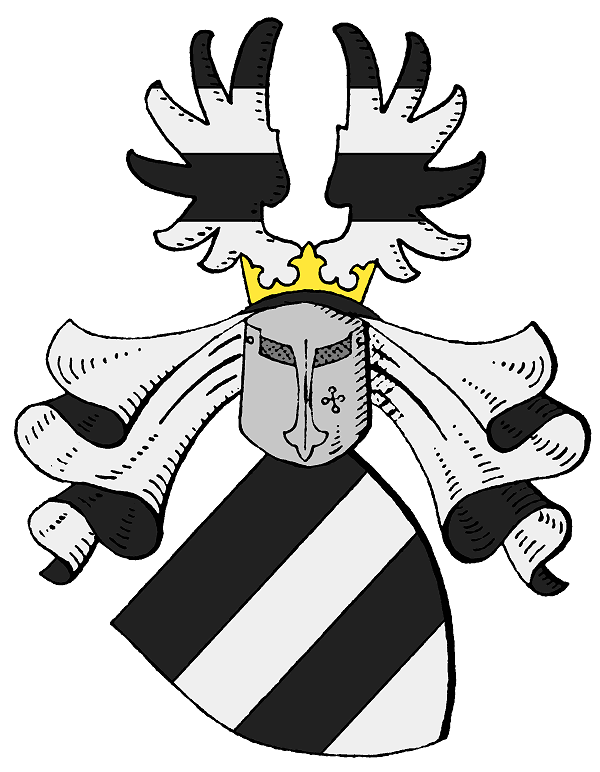
Armoiries de la famille von Hoym

### Armoiries de la famille
Le blason est divisé trois fois (également quatre fois) par le noir et l'argent. Sur le casque avec lambequins noir et argent couvre un vol d'aigle ouvert, comme le bouclier inscrit.

### Armoiries baronniales
Le blason impérial baronnial, décerné en 1676, est écartelé et a un bouclier central (le blason principal). 1 en argent un cheval noir dressé, 2 fendus, à droite en rouge un cou d'autruche en argent tourné vers la gauche, à gauche en argent un bras blindé balançant un pusikan en fer ( hache de combat). 3 d'échecs bleu et argent, 4 en noir un lion d'or couronné. Le blason a trois casques avec des lambequins bleus et argentés, à droite le cheval qui pousse, au milieu le casque principal, à gauche un sceptre doré entre deux cous d'autruche tournés en argent.

### Armoiries comtales

#### Armoiries de comte impérial
Les armoiries de comte impérial, décernées en 1711, sont divisées deux fois et fendues deux fois. 1 en noir deux barrettes d'argent (armoiries ancestrales), 2 en noir une couronne d'or, 3 en argent et encadré rouge, 4 en noir un inful doré, 5 en argent un aigle bicéphale noir, 6 en noir un lion d'or, 7 en noir un palmier vert en pleine croissance avec tronc brun, 8 en noir un bras en armure tourné vers la gauche, tenant une masse dorée en diagonale vers la gauche, 9 en rouge deux têtes d'aigles royaux se faisant face. Le blason a trois casques avec des couvre-casques noirs et argentés, à droite un vol noir ouvert, au milieu l'aigle, à gauche un coursier noir en pleine croissance.

#### Armoiries prussiennes
Les armoiries des comtes prussiens, décernées en 1809, montrent six barres d'argent en bleu dans une bordure dorée de l'écu. Sur le casque avec lambrequins bleu-argent couvre un vol d'aigle ouvert, argenté à droite, bleu à gauche. Deux aigles prussiens couronnés se tiennent debout comme support, surmontés des initiales dorées FWR et de la couronne royale.

## Personnalités
- Adolf Magnus d'Hoym (1668-1723), conseiller privé royal polonais et électoral saxon et ministre du Cabinet
- Karl Heinrich von Hoym (1694-1736), diplomate royal polonais et électoral saxon et ministre du cabinet
- Carl Siegfried von Hoym (de) (1675-1738), conseiller privé et chambellan royal polonais et électoral saxon
- Christian Julius von Hoym (de) (1586-1656), chambellan héréditaire de la principauté d'Halberstadt et propriétaire de manoir
- Frédéric II d'Hoym (de) (mort en 1382), évêque de Mersebourg et en 1382 archevêque de Magdebourg pendant quelques mois
- Gérard d'Hoym (de) (1428-1484), évêque de Halberstadt de 1458 à 1479
- Gotthelf Adolphe de Hoym (1731-1783), conseiller privé et ministre royal polonais et électoral saxon
- Hartwig Ludwig Anton von Hoym (de) (1750-1811), directeur financier secret prussien et président de la Chambre de guerre et de domaine du sud de la Prusse
- Jean d'Hoym (de) (mort en 1437), évêque de Halberstadt de 1419 à 1437
- Julius Gebhard von Hoym (de) (1721-1769), conseiller privé électoral saxon
- Karl Gotthelf von Hoym (1715–1748), comte : Après la levée de la confiscation des biens de Hoym par le gouvernement de l'État saxon sous l'électeur Friedrich August II (1733–1763) en 1741, il peut, avec ses cousins Julius Gebhard (de) (1721–1769) et Gotthelf Adolph, comtes de Hoym, prendre en charge les possessions de la Haute-Lusace de Neusalza et Spremberg ; ils sont donc les propriétaires et les seigneurs de la cour ainsi que les patrons de l'église et de l'école de la ville de Neusalza, et du village de Spremberg sur la haute Sprée jusqu'en 1768
- Karl Georg von Hoym (1739-1807), ministre provincial de Silésie et de Prusse du Sud
- Ludwig Gebhard von Hoym (de) (1631-1711), conseiller privé royal polonais et électoral saxon et président de la Chambre
- Ludwig Gebhard von Hoym (de) (1678-1738), conseiller privé royal polonais et électoral saxon et capitaine en chef en Thuringe
- Rahel Louise von Hoym (de) (1699-1764), propriétaire terrien